# 大窯湾疏港高速道路
大窯湾疏港高速道路（だいようわんそこうこうそくどうろ）は、中華人民共和国遼寧省大連市金州区の瀋大高速道路金州北ジャンクションから、大窯湾保税港区黄海中路に至る全長21.703kmの高速道路（S23）である。2007年10月に一部開通、2009年5月31日に全通した。片側4車線、最高速度100km/h。
金州北JCT-二十里堡-関家店-大窯湾（丹大高速道路と料金所は同一）